# دونكان وليامز
دونكان وليامز (بالإنجليزية: Duncan Williams)‏ هو لاعب اتحاد الرغبي أيرلندي، ولد في 17 أبريل 1986 في دوغلاس ‏ في جمهورية أيرلندا.